# Pomnik Iwana Gonty w Chrystynówce
Pomnik Iwana Gonty w Chrystynówce – pomnik jednego z przywódców (począwszy od rzezi humańskiej) koliszczyzny Iwana Gonty autorstwa Wiktora Sułymy, odsłonięty 24 października 2009 roku w ukraińskim mieście Chrystynówka.
Inicjatorem jego budowy był mer Chrystynówki Mykoła Nakonieczny, który podczas uroczystości odsłonięcia podkreślił, że pomnik Gonty będzie przypominał Ukraińcom, że powinni walczyć o ojczystą ziemię z jej ciemięzcami.